# Canama
Canama is een geslacht van spinnen uit de familie springspinnen (Salticidae).

## Soorten
De volgende soorten zijn bij het geslacht ingedeeld:
- Canama dorcas (Thorell, 1881)
- Canama forceps (Doleschall, 1859)
- Canama hinnulea (Thorell, 1881)
- Canama inquirenda Strand, 1911
- Canama lacerans (Thorell, 1881)
- Canama rutila Peckham & Peckham, 1907